# Кинни, Шон
Шон Го́вард Ки́нни (англ. Sean Howard Kinney; род. 27 мая 1966 года, Рентон, Вашингтон) — американский музыкант, барабанщик группы Alice in Chains.
Шон Кинни является одним из основателей рок-группы Alice in Chains и её бессменным участником, наряду с гитаристом Джерри Кантреллом. С 1990 по 1995 год в составе группы он записал три студийных альбома (Facelift, Dirt и Alice in Chains) и два акустических мини-альбома (Sap и Jar of Flies) с вокалистом Лейном Стейли.
В 2002 году Стейли умер от передозировки наркотиков и Alice in Chains распались. Тремя годами позже Кинни собрал музыкантов для первого за девять лет совместного выступления. С новым вокалистом Уильямом Дювалем с 2009 по 2018 год Alice in Chains выпустили ещё три студийных альбома (Black Gives Way to Blue, The Devil Put Dinosaurs Here и Rainier Fog).
С 1999 по 2001 год Кинни входил в состав супергруппы Spys4Darwin, с которой выпустил мини-альбом microfish. Он сотрудничал с Джонни Кэшем и Metallica, а также принял участие в записи сольного альбома Джерри Кантрелла Boggy Depot.
Агрессивная манера игры Шона Кинни, которую сравнивали со стилем Джона Бонема, считается одной из составляющих успеха Alice in Chains. Помимо участия в написании и записи песен, Кинни являлся автором концепции обложек нескольких альбомов группы.

## Биография

### Детство и юность (1966—1987)
Шон Кинни родился 27 мая 1966 года в Рентоне, штат Вашингтон, в семье полицейского и городской чиновницы. Родители юного Шона развелись и его воспитывала сестра. Дедушка Кинни играл в местной группе Cross Cats, исполнявшей кантри и свинг. Юный Шон присутствовал на репетициях с девятилетнего возраста, а в перерывах учился играть на ударной установке. В одиннадцать лет Кинни брал уроки игры на ударной установке и выучил барабанные рудименты. Когда из Cross Cats ушёл барабанщик, дедушка Шона посадил за установку внука. Так юный Кинни начал выступать вместе с пятидесятилетними музыкантами и провёл в группе несколько лет.
После поступления в школу Liberty High School Шон увлёкся рок-музыкой, начал слушать альтернативный метал и хеви-метал. Когда ему было двенадцать лет, в поисках коллектива Кинни дал объявление в газету и его пригласили в рок-группу Cyprus. «Он был чертовски крут и много умничал», — вспоминал бас-гитарист Cyprus Майк Старр. Вскоре Кинни и Старра уволили из группы, потому что они были слишком молодыми. Через некоторое время бывшие коллеги случайно столкнулись в торговом центре, разговорились и выяснилось, что Кинни выгнали из дома. Майк приютил его у себя, познакомив с матерью и сестрой Мелиндой. Шон начал встречаться с Мелиндой и фактически стал частью семьи Старров.

### Создание Alice in Chains (1987—1993)

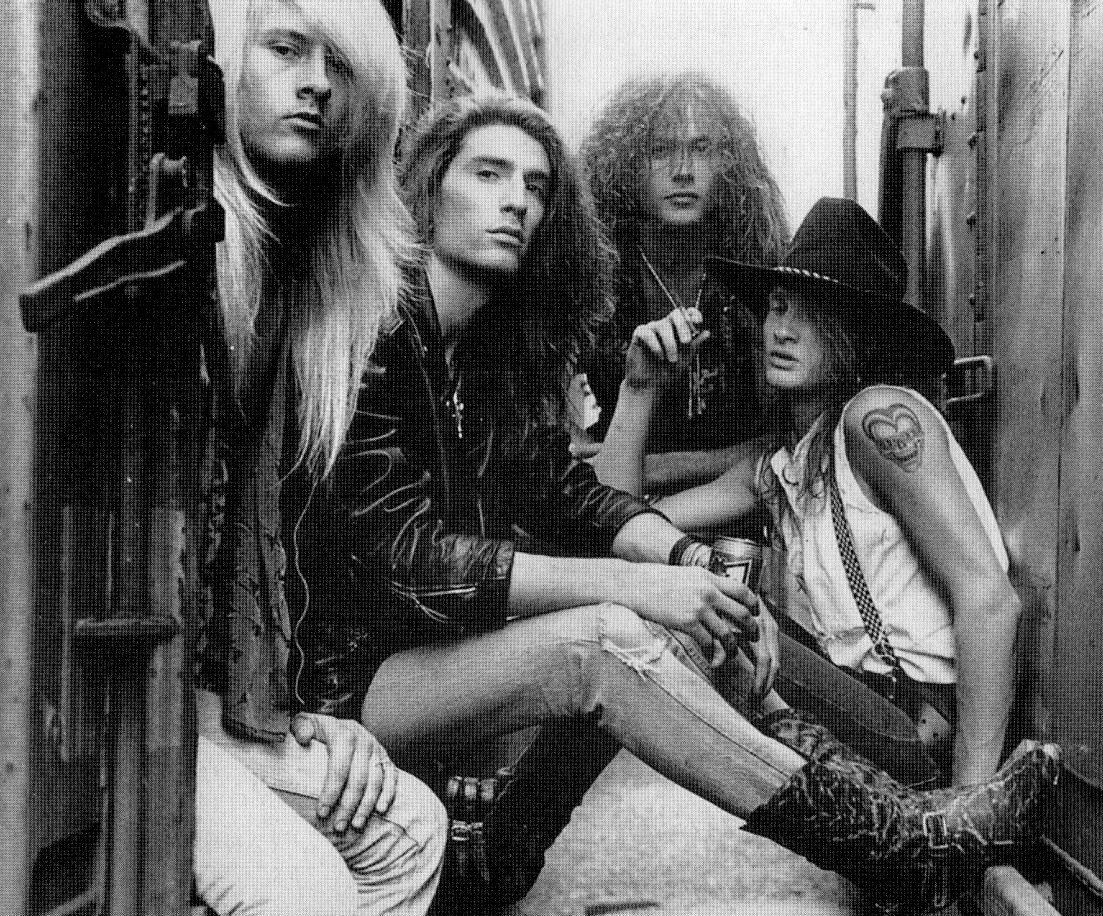
Alice in Chains в 1988 году: Джерри Кантрелл, Шон Кинни, Майк Старр, Лейн Стейли

В конце 1987 года подруге Шона позвонил вокалист Лейн Стейли и сказал, что ищет барабанщика в собственную группу. Лейн и Шон познакомились ранее на пляже Алки-Бич в Сиэтле, где выступала группа Стейли, исполняющая глэм-рок. «Я сказал Лейну, что считал его крутым, а его группу — дерьмом. Ещё сказал, что им нужен другой барабанщик — я», — вспоминал Кинни своё знакомство со Стейли. У него не было телефона, поэтому он оставил номер подруги. Кинни пришёл в клуб Music Bank, где Стейли репетировал с гитаристом Джерри Кантреллом, и, послушав их записи, согласился присоединиться к группе. «Их тяжёлая и дерьмовая музыка мне всегда нравилась, но мне не с кем было её играть ранее. Все вокруг пытались быть похожими на Bon Jovi», — вспоминал Кинни. Музыкантам оставалось найти бас-гитариста, и когда Джерри Кантрелл вспомнил о Майке Старре, с которым недолго играл в группе Gypsy Rose, удивлению Шона не было предела. «Вообще-то это его сестра», — сказал барабанщик, указав на Мелинду. С приходом Старра группа была полностью укомплектована. Коллектив сменил несколько названий, первое время выступая как Diamond Lie и играя песни, написанные Джерри Кантреллом. В середине 1988 года менеджер Рэнди Хаузер настоял на смене названия, и Diamond Lie была переименована в Alice in Chains: похожим образом называлась одна из предыдущих групп Лейна Стейли. На протяжении года коллектив много выступал в Сиэтле и окрестностях, завоевал славу «следующей большой группы» и привлёк внимание крупных звукозаписывающих компаний. В сентябре 1989 года Alice in Chains подписали контракт с Columbia Records и начали работу над дебютным альбомом.
Первая пластинка Alice in Chains вышла в 1990 году и получила название Facelift. Запись прошла в сиэтлской студии London Bridge под руководством продюсера Дэйва Джердена. Участие Кинни в записи было под вопросом, так как за полтора месяца до этого барабанщик сломал руку. Нанятый сессионный барабанщик играл недостаточно громко, поэтому Кинни не выдержал, снял гипс раньше срока и, превозмогая боль, исполнил все партии самостоятельно. «Я срезал гипс в студии и держал рядом с установкой ведро со льдом, чтобы охлаждать руку», — вспоминал Кинни. Пластинка была выдержана в духе хеви-метала 1970-х годов, из-за чего Alice in Chains окрестили «современными Black Sabbath». Музыканты гастролировали с Extreme, Игги Попом, а также приняли участие в турне «Битва титанов» с ведущими трэш-металлическими коллективами. Вместе с другими сиэтлскими музыкантами, Кинни снялся в художественном фильме «Одиночки», посвящённом набирающей обороты гранжевой субкультуре. На волне интереса к сиэтлскому рок-движению музыкальный телеканал MTV поместил в ротацию клип Alice in Chains — «Man in the Box». Группа мгновенно стала известной за пределами родного города, выступила на разогреве у Van Halen, а альбом Facelift был распродан тиражом более 500 000 экземпляров, став «золотым». Во время концертного тура Шону Кинни приснилось, что музыканты записывают акустические композиции, написанные для «Одиночек», но не вошедшие в фильм. Alice in Chains воплотили эту идею в жизнь, записав акустический мини-альбом Sap и выпустив его без особой рекламной кампании в начале 1992 года.
«Это было странно, что-то вроде Битломании. Это открыло мне глаза: я никогда не хочу быть членом настолько известной группы, как „Битлз“, когда ты не можешь пойти, куда хочешь, так как тебя преследуют люди и прыгают на твою машину. Будучи ребёнком ты думаешь: „Это так круто!“ На самом деле это ужасно: „Я думаю, эти люди убьют меня, если смогут ухватиться“».
Второй альбом Alice in Chains получил название Dirt и вышел в конце 1992 года, в разгар расцвета гранжа. Пластинка очутилась на шестом месте хит-парада Billboard 200 и вскоре стала «золотой». Откровенные тексты вокалиста Лейна Стейли, рассказывающие о его увлечении наркотиками, закрепили за Alice in Chains репутацию «самой героиновой группы Сиэтла». Зависимость затронула не только Стейли, но и других музыкантов, включая Шона Кинни: «Наркотики брали верх. Мы употребляли всё, что попадало нам в руки, в любых количествах. Это начало работать против нас. На этой записи, с которой, наверное, нас ассоциируют, всё показано начистоту… С тех пор некоторые из нас продолжили двигаться в том направлении, а другие — нет», — рассказывал Кинни в интервью Грегу Прато. Во время концертного тура в поддержку Dirt Кинни отличался агрессивным поведением, списывая пьяные выходки на своё деструктивное альтер эго по имени «Стив».
В начале 1993 года группа решила уволить бас-гитариста Майка Старра. Шон Кинни связался по телефону с Майком Айнезом из группы Оззи Осборна и пригласил присоединиться к Alice in Chains. В новом составе музыканты провели европейское турне, записали несколько песен для саундтрека к фильму «Последний киногерой» и выступили на летнем фестивале Lollapalooza. В конце 1993 года Alice in Chains спонтанно записали акустический альбом Jar of Flies, придумав и исполнив за неделю семь новых песен. Пластинка вышла в начале 1994 года и стала первым мини-альбомом в истории музыки, дебютировавшим на вершине хит-парада Billboard.

### Распад группы (1994—1996)
«Дело было не в каком-то гневе или враждебности, это был просто долгий, затяжной процесс. Всё это можно описать очень просто: слишком много наркотиков».
После выхода Jar of Flies музыканты Alice in Chains взяли творческий отпуск. Шон Кинни воспользовался перерывом, чтобы пройти курс лечения от алкогольной зависимости. Летом 1994 года в преддверии совместных концертов с Metallica группа собралась вновь. Вокалист Лейн Стейли пришёл на репетицию под действием наркотиков и разъярённый Кинни швырнул в него палочками, пообещав, что больше никогда не будет играть со Стейли. Поссорившись с коллегами, Стейли присоединился к супергруппе Mad Season, основанной гитаристом Pearl Jam Майком Маккриди. Оставшиеся трое членов Alice in Chains в начале 1995 года стали работать над песнями Джерри Кантрелла без участия Стейли. В конце концов им удалось найти общий язык с фронтменом и приступить к записи третьего альбома Alice in Chains. Работа над пластинкой двигалась медленно из-за проблем вокалиста со здоровьем и заняла около пяти месяцев. В промежутках между сессиями Шон записал кавер-версию песни «Time of the Preacher» для трибьют-альбома Вилли Нельсона вместе с Джонни Кэшем, Кимом Тайилом и Кристом Новоселичем. Барабанщик также отметился в первой сольной песне Джерри Кантрелла «Leave Me Alone», написанной для кинофильма «Кабельщик».
Новая пластинка Alice in Chains получила неофициальное название «Треножник» из-за обложки с изображением трёхногой собаки, концепцию которой придумал Шон Кинни. Альбом вышел в ноябре 1995 года, оказавшись на вершине чарта Billboard, но не сопровождался традиционным концертным туром из-за нежелания Стейли выступать. Переубедить фронтмена удалось лишь весной 1996 года, когда Alice in Chains дали первый за два с половиной года концерт для телевизионного шоу MTV Unplugged. Шон и Джерри Кантрелл также сумели уговорить Стейли выступить на разогреве у своих кумиров, группы Kiss, проводившей реюнион-тур. После финального концерта Лейн оказался в больнице из-за передозировки. Позднее выяснилось, что это выступление стало последним для Стейли в составе Alice in Chains.

### Другие проекты (1996—2005)
«Я не брал трубку телефона пять или шесть лет. Я просто не хотел этого звонка. Пусть звонят и пусть оставят сообщение на автоответчике. Это чувство со мной до сих пор, лёгкая телефонофобия. Что-то вроде „Вот чёрт, плохие новости“. Я надеялся, что это не произойдёт никогда, даже зная о вероятности подобного, что мне не придётся отвечать на „тот самый звонок“».
После того, как в 1996 году умерла бывшая невеста Лейна Стейли Демри Пэррот, вокалист Alice in Chains окончательно перестал появляться на публике, и группа приостановила активную деятельность. В 1998 Кинни принял участие в записи дебютного сольного альбома Джерри Кантрелла Boggy Depot, наряду с другими приглашёнными музыкантами, такими как Майк Айнез, Норвуд Фишер, Рекс Браун и Лес Клейпул. Позже он отправился в концертное турне вместе с бас-гитаристом Old Lady Litterbug Ником Райнхартом, гитаристом Queensrÿche Крисом Дегармо и клавишником Fishbone Крисом Даудом, выступая на разогреве у Metallica. Кинни также отметился в альбоме Metallica Garage Inc., сыграв на перкуссии в кавер-версии Lynyrd Skynyrd «Tuesday's Gone».
В августе 1998 года Кинни ненадолго воссоединился с коллегами по Alice in Chains, чтобы записать две новые песни для бокс-сета Music Bank. Воспользовавшись студией Дэйва Джердена Eldorado, в которой шла работа над альбомом The Offspring Americana, Кантрелл, Кинни и Айнез записали инструментальные партии для песен, которые Кантрелл изначально планировал исполнить самостоятельно. Поздно ночью в студию прибыл и Лейн Стейли, однако выглядел очень плохо из-за постоянного употребления героина и так и не смог записать свои партии. Вокал Стейли пришлось записывать позднее и с другим продюсером. 19 июля 1999 года Кинни принял участие в радио-программе, посвящённой выходу сборника лучших хитов Greatest Hitsи бокс-сета Music Bank, позвонив в студию из Олбани, штат Нью-Йорк. Неожиданно для всех, в эфир сумел пробиться Лейн Стейли и провёл полчаса вместе с коллегами, не исключая возможности продолжения работы в Alice in Chains.
«Я бы отдал всё, не задумываясь, если бы знал, что всё так сложится для нас и для него. Я бы ушёл из группы в 1987 году. Если бы у меня был магический шар-предсказатель, я бы послал всё к чёрту».
В 1999 году Шон Кинни и Крис Дегармо решили основать собственную супергруппу, пригласив бас-гитариста Майка Айнеза и вокалиста Sponge Винни Домброски. Коллектив получил название Spys4Darwin. Музыканты записали мини-альбом Microfish, который вышел в 2001 году, а также выступили на фестивале Endfest в Сиэтле.
Первое время после фактического распада Alice in Chains Шон Кинни старался поддерживать отношения с Лейном Стейли. Фронтмен признавался Кинни, что не намерен прекращать принимать наркотики вплоть до самой смерти. Шон иногда заглядывал к Лейну, но признавался, что его квартира была «не самым здоровым местом». Начиная с 2000 года Лейн и Шон практически не виделись. В апреле 2002 года стало известно, что Стейли найден мёртвым в своей квартире от передозировки. На церемонии прощания с Лейном Шон в слезах воскликнул: «Моё сердце разбито. Я потерял много друзей, но это…». В октябре 2004 года Кинни и Кантрелл получили уведомление от лейбла Sony Music, о том что контракт между лейблом и Alice in Chains, действовавший с 1989 года, разорван.

### Воссоединение Alice in Chains (2005 — н. в.)

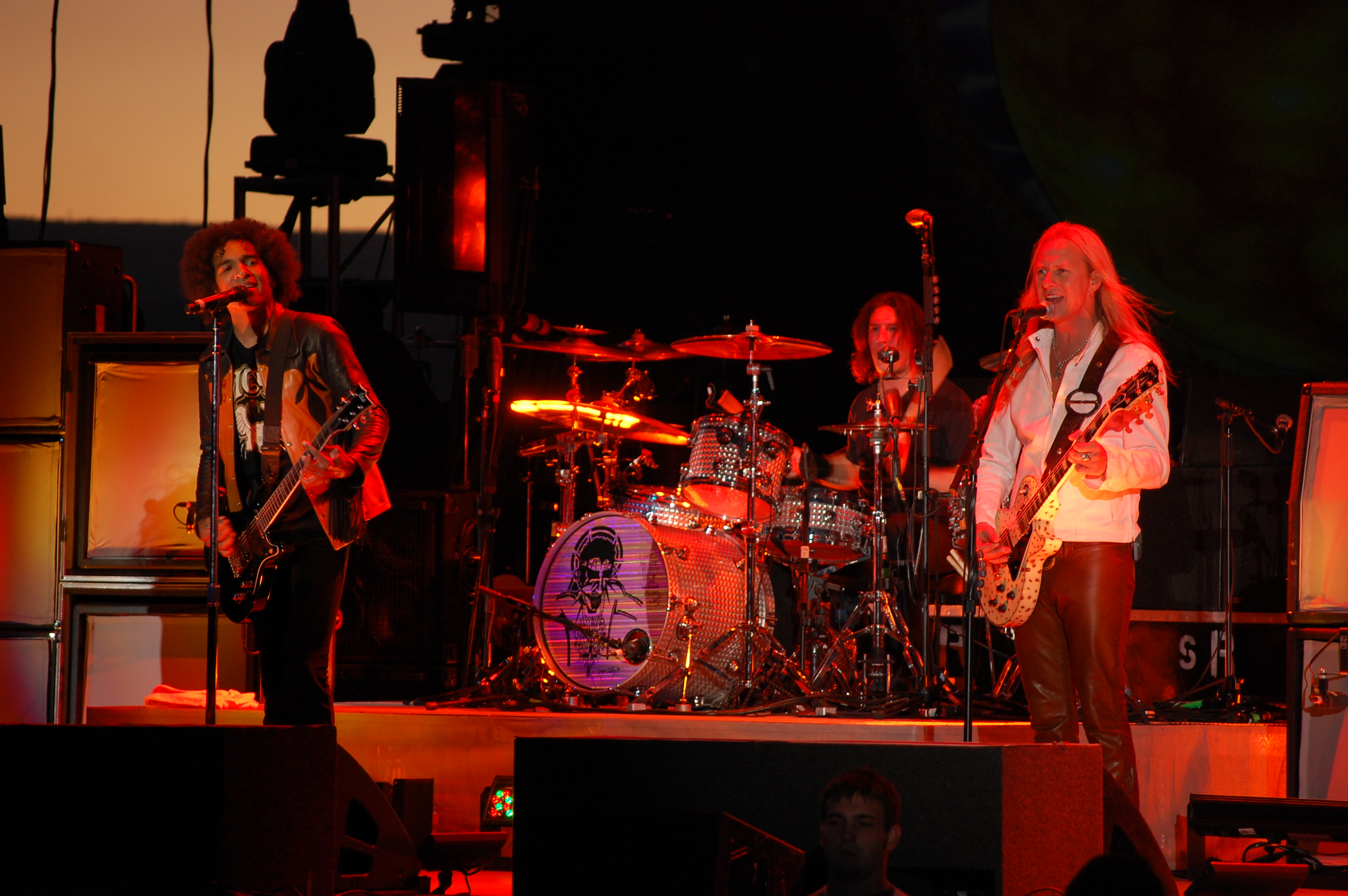
Новый состав Alice in Chains: Уильям Дюваль, Шон Кинни, Джерри Кантрелл. Олимпия, 2007 год

В начале 2005 года Шон Кинни принял участие в организации благотворительного концерта в Сиэтле в поддержку жертв землетрясения в Индийском океане. Он договорился с Кантреллом и Айнезом о первом с 1996 года выступлении Alice in Chains. Покойного Лейна Стейли поочерёдно заменяли Мэйнард Джеймс Кинан, Уэс Скантлин, Энн Уилсон и Пат Лахман, а их совместное исполнение песни «Rooster» в местной газете Seattle Post-Intelligencer сравнили с благотворительным синглом «We Are The World», выпущенном в 1985 году в поддержку пострадавшим от голода в Эфиопии. Воодушевившись реакцией слушателей, бывшие участники Alice in Chains возобновили репетиции и начали поиск нового вокалиста. Джерри Кантрелл предложил кандидатуру фронтмена Come with the Fall Уильяма Дюваля, с которым гастролировал в сольном турне, и после первых же исполненных песен Шон Кинни резюмировал: «Думаю, что наш поиск завершён». Музыканты начали выступать вместе, сохранив старое название Alice in Chains, несмотря на споры среди фанатов группы. «Мы могли бы назваться Leather Snake, исполнять собственные песни, и люди говорили бы: „Ребята из Alice in Chains играют вон в том клубе“. Они никогда не скажут „Эй! А Leather Snake-то жгут“» — объяснял решение группы Кинни.

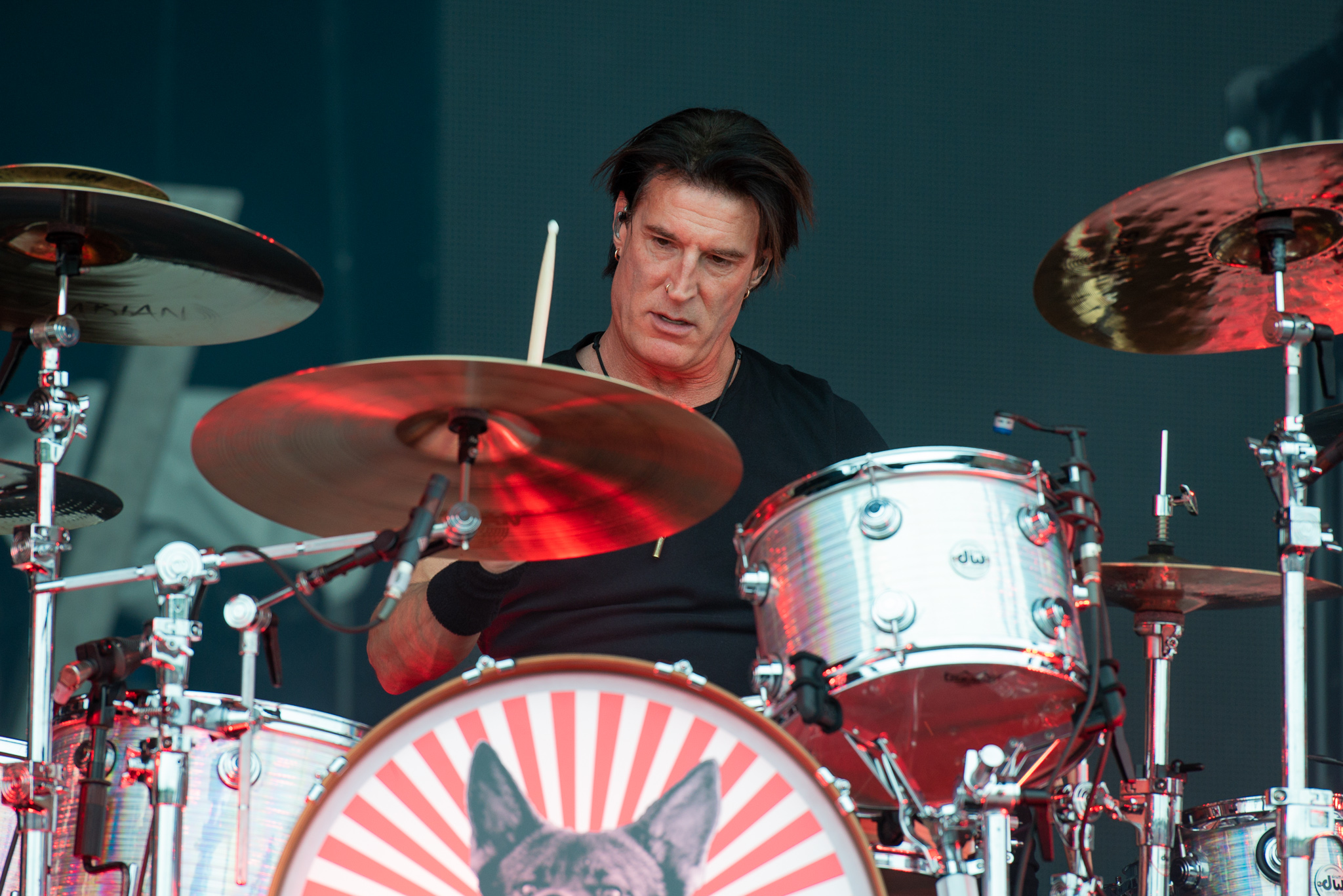
Шон Кинни на фестивале Rock im Park. 2019 год

В 2009 году вышел первый альбом Alice in Chains с новым вокалистом, получивший название Black Gives Way to Blue и посвящённый памяти Лейна Стейли. В ходе концертного тура стало известно о том, что бывший коллега Кинни бас-гитарист Майк Старр принял участие в реалити-шоу «Реабилитация звёзд». Барабанщик неодобрительно высказался о телевизионном шоу, обвинив организаторов в эксплуатации людей, находящихся на грани жизни и смерти. В 2011 году пришла трагическая новость о том, что Старр умер, так и не справившись с пристрастием к наркотикам. В память о погибших друзьях Шон Кинни нанёс на бас-бочку барабанной установки инициалы Лейна Стейли и Майка Старра — LSMS. В последующие годы Кинни продолжил выступления в составе Alice in Chains и принял участие в записи ещё двух студийных альбомов The Devil Put Dinosaurs Here (2013) и Rainier Fog (2018).

## Творчество

### Музыкальный стиль

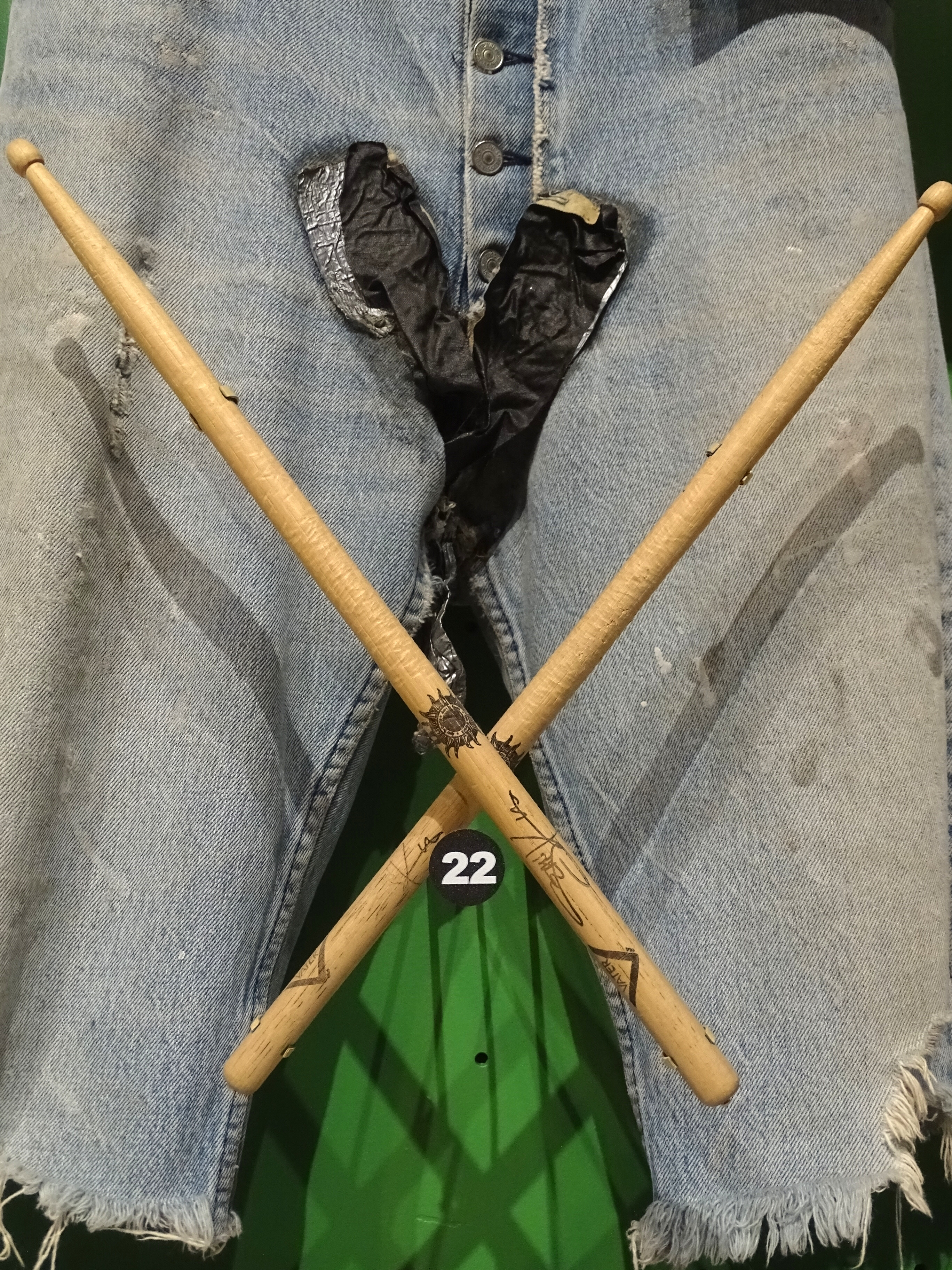
Джинсовые шорты и барабанные палочки Кинни. Зал славы рок-н-ролла, Кливленд

Агрессивный трэш-металлический стиль Кинни стал важной составляющей дебютной пластинки Alice in Chains Facelift. Попытка заменить его сессионным музыкантом в студии провалилась, потому что приглашённый исполнитель не обладал такой же силой удара по установке, и Шону пришлось снимать гипс и исполнять все партии самому, превозмогая боль. Обозреватель журналов The Rocket и Guitar World, бывший сотрудник лейбла Sub Pop Джефф Гилберт сравнивал манеру игры Шона Кинни с Джоном Бонемом: «Он налегает на установку весом всего туловища. Когда он наносит удар по барабану, ты ощущаешь это затылком». Примечательной чертой студийной работы Кинни был отказ от использования метронома, из-за чего в ранних записях Alice in Chains присутствовали незначительные изменения темпа. В акустических мини-альбомах, таких как Sap и Jar of Flies, Кинни использовал более мягкую технику исполнения, применяя помимо обычных барабанных палочек специальные щётки. Он также экспериментировал с бонго и барабанами меньшего размера, а также практиковал удары по ободу малого барабана обратным концом палочки.
Джерри Кантрелл отмечал синергию между ним и Шоном Кинни: «Мы то следуем друг за другом, то ведём за собой, и действительно здорово дополняем друг друга». В отличие от многих рок-групп, где барабаны составляют единую ритм-секцию с бас-гитарой, в Alice in Chains песни строились вокруг взаимодействия барабанщика и гитариста. «Даже на концертах я редко вывожу в свои мониторы кого-то, кроме Шона, а у него в мониторах в основном я. Мы джемуем вместе всё время, только я и он, без бас-гитариста. Для нас бас не является непременной составляющей хорошей джем-сессии, нам на него наплевать», — рассказывал Кантрелл. Сам Кинни признавался, что не видел ничего особенного в собственной манере исполнения: «Я просто играю для песни то, что считаю уместным. Я не пытаюсь выделиться техникой или что-то подобное… Другие ребята не говорят мне, что играть, а я не говорю им. Они играют на гитаре, а я на барабанах. Бывает, мы комментируем друг друга, предлагаем попробовать что-то другое, но никто не говорит никому, что они обязаны делать».
Продюсер MTV Алекс Колетти назвал Шона «непризнанным героем» выступления MTV Unplugged в 1996 году, впечатлившись его умением подстроиться под акустический формат программы: «В таких случаях в рок-группах всё зависит от барабанщика. Если он понимает это и усмиряет свою игру, то все остальные тоже могут играть на невысокой громкости и исполнять акустику. Когда же барабанщик играет, как на обычном рок-шоу, все остальные накручивают свои мониторы и то, что задумано как красивая акустическая вещь, звучит, будто исполнено на обычных дерьмовых электрогитарах». В 2019 году Ларс Ульрих признался Джерри Кантреллу, что Шон Кинни является одним из музыкантов, которые его восхищают: «Одна из фирменных составляющих вашего звука — это то, что он часто не играет прямой ритм в размере четыре четверти, а использует по-настоящему сложные паттерны».

### Оборудование
|  | ⬤ Барабаны Drum Workshop I — малый барабан (8 × 14), II — том-том (10 × 12), III — напольный том-том (14 × 16), IV — напольный том-том (16 × 18), V — бас-барабан (16 × 24). | ⬤ Тарелки Sabian 1 — хай-хэт (15''), 2 — крэш (20''), 3 — сплэш (10''), 4 — райд (22''), 5 — крэш (20''), 6 — крэш (18''), 7 — чайна (20'') |

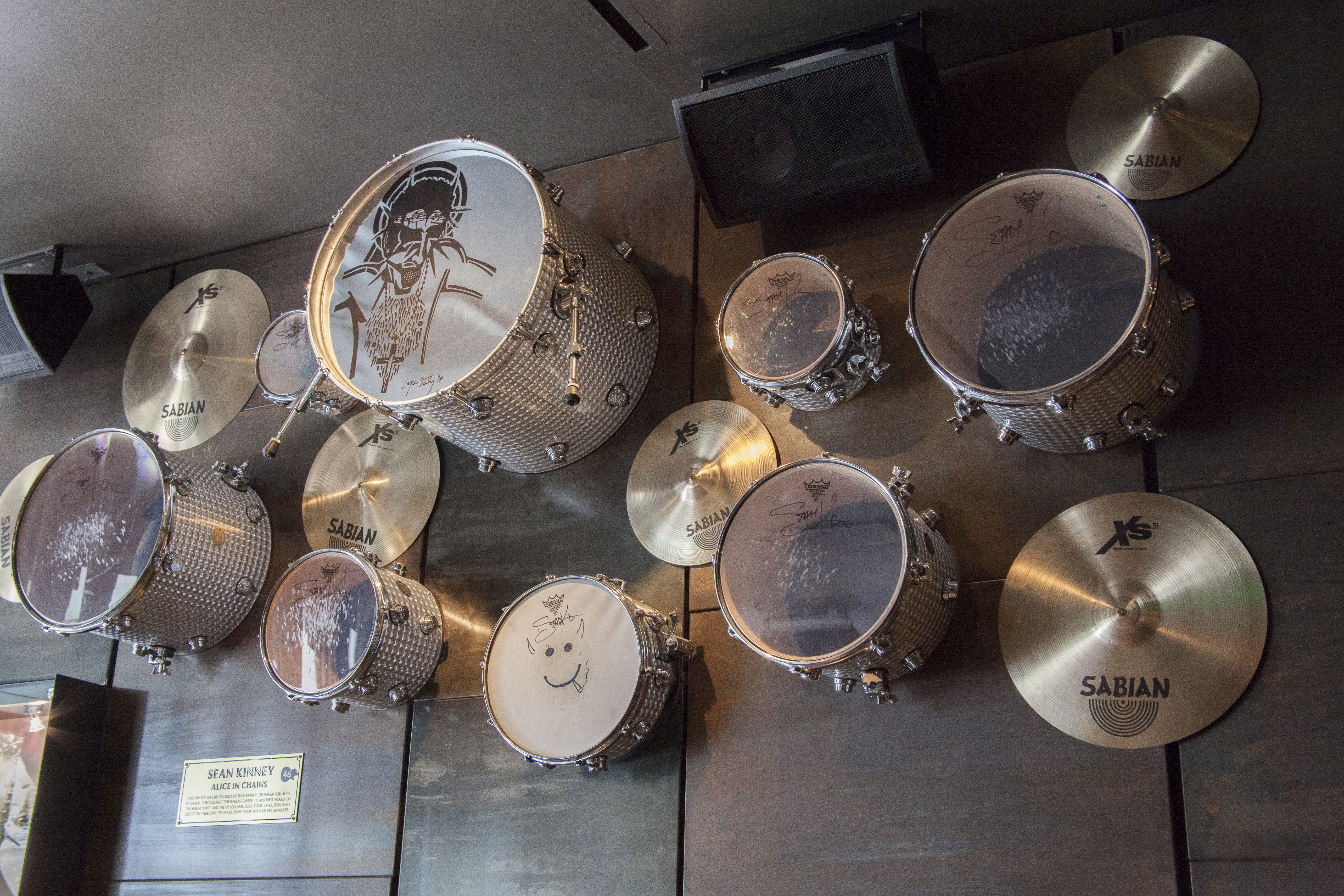
«Эта установка DW ожесточённо использовалась Шоном Кинни, барабанщиком Alice in Chains, на протяжении всей карьеры группы. Впервые её можно было услышать в альбоме Dirt, а также на фестивале Lollapalooza в 1993 году. Позже Шон использовал её в совместном туре с Velvet Revolver Re-evolution в 2007 году». Hard Rock Cafe, Сиэтл

Шон Кинни является приверженцем барабанов Drum Workshop. В начале 1990-х годов он использовал барабаны и стойки DW, тарелки Sabian, а также барабанные палочки Vic Firth. Он делился своими контактами в музыкальной индустрии, чтобы помочь знакомым музыкантам; во время «Тура по дерьмовым городам» в 1992 году с его подачи барабанщику Норману Рокуэллу из Gruntruck музыкальные компании подарили несколько комплектов барабанов и оборудования. Установка Кинни в 1993 году состояла из четырёх барабанов и бас-бочки Drum Workshop с пластиками Remo (модели Falams K для рабочего барабана, Ambassadors на том-томах и Power Stroke 3 на бас-бочке) и семи тарелок, включая модель чайна Кармайна Апписа. К 2015 году в состав установки Кинни входили шесть барабанов, бас-бочка и девять тарелок.
В начале девяностых Кинни предпочитал палочки Vic Firth модели American Classic Rock. Позже он перешёл на продукцию Vater Percussion: «Я нашёл хорошее дерево в 1993 году… Что следует сделать и вам. Играйте с Vater». Специально для концерта MTV Unplugged в 1996 году Vater обеспечила Кинни прототипом палочек для акустического исполнения. Долгое время основной моделью музыканта были палочки Nude Series Universal, но позже компания выпустила именные деревянные палочки Кинни Vater VHSKW.

### Авторство песен
Шон Кинни нечасто указывался в качестве соавтора песен Alice in Chains. Для демоверсии дебютного альбома Facelift все партии придумал и записал Джерри Кантрелл, исполнив партию барабанов на простой драм-машине. Тем не менее, Кинни был указан одним из авторов музыки к песне «It Ain’t Like That». В мини-альбоме Sap Кинни отметился на шуточной композиции «Love Song», где все музыканты сменили инструменты, а Шон спел вокальную партию через мегафон: «Это была худшая вещь, когда-либо записанная. Но мы послушали её и сказали: „Круто, давайте оставим на пластинке“. Это был идеальный финальный аккорд». На второй студийной пластинке Dirt Кинни был включён в число авторов песни «Rain When I Die»: «Думаю, что меня записали в авторы, потому что я начал играть этот вступительный бит на репетиции и Джерри подобрал к нему рифф. Но вся песня целиком родилась из джем-сессии». В дальнейшем, начиная с мини-альбома Jar of Flies и третьего лонгплея Alice in Chains, и заканчивая пластинками, выпущенными с Уильямом Дювалем, Кинни регулярно становился соавтором музыки к нескольким песням в каждом альбоме.

### Оформление пластинок
Помимо вклада в создание и исполнение песен Alice in Chains, Шон Кинни принимал участие в оформлении альбомов группы, а также создании декораций для концертных выступлений. Акустический мини-альбом Sap, записанный группой в конце 1991 года, изначально приснился Шону Кинни во сне; барабанщику также принадлежит концепция обложки, на которой изображено старое ведро, висящее на ветке дерева. Кинни контролировал процесс фотосъёмок для обложки второй пластинки Dirt, где была изображена девушка, погребённая в пустыне. Барабанщик также предложил поместить на обложку третьего альбома Alice in Chains изображение трёхногой собаки, в память о животном, которое преследовало его в детстве.
После того, как Лейн Стейли прекратил выступать с группой, Кинни стал одним из авторов упаковки бокс-сета Music Bank, вышедшего в 1999 году, также написав к нему часть аннотаций для буклета. Он также принимал участие в разработке упаковки концертного альбома Alice in Chains Live, выпущенного в 2000 году. Когда группа вернулась к выступлениям с новым вокалистом Уильямом Дювалем, Кинни предложил изобразить на обложке новой пластинки Black Gives Way to Blue (2009) сердце на тёмном фоне.

## Личность
— Я был в группе давным-давно.
— Правда? И как же называлась группа?
— «Давным-давно». Я был в группе «Давным-давно». «Давным-давно» — это название группы.

Диалог персонажей Шона Кинни и У. Эрл Брауна из фильма AIC 23
Менеджер Alice in Chains Сьюзан Сильвер называла Шона Кинни «одним из самых смешных людей, которых когда-либо встречала». В юмористическом фильме The Nona Tapes, приуроченном к выходу новой работы Alice in Chains в 1995 году, Кинни сыграл самого себя, подрабатывающего развлечением детей в образе клоуна Бозо. По мнению Дэвида де Солы, эта роль как нельзя лучше подходила комедийному характеру музыканта. В ещё одном псевдодокументальном фильме AIC 23, вышедшем в 2013 году, Кинни сыграл лос-анджелесского блогера-хипстера, который пишет о подержанных велосипедах и правильной высоте подворота штанов. По словам режиссёра У. Эрл Брауна, часть реплик героя Кинни была чистой импровизацией музыканта.

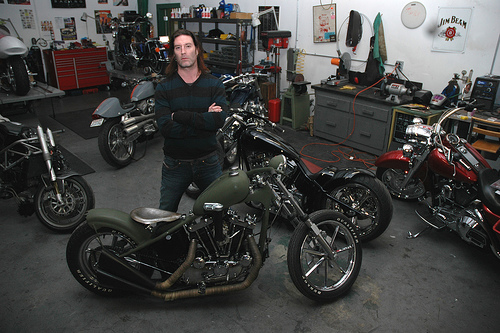
Шон Кинни и его коллекция мотоциклов.

Шон Кинни увлекается мотоциклами. На первые заработанные деньги в начале 1990-х годов он купил себе автомобиль Porsche и несколько мотоциклов Harley-Davidson. Музыкант является приверженцем байкерского стиля одежды и часто носит мотоциклетные куртки. На одной из фотографий группы в Instagram он появился в футболке с надписью «Покупайте мотоциклы, а не кокаин». В 2018 году Кинни принял участие в благотворительном мероприятии «Поездка выдающегося джентльмена», проходившем в Сиэтле, став победителем в номинации «Самый большой мотоцикл». У Шона Кинни есть несколько немецких овчарок. В 2013 году рассказывая о своих питомцах, он признался: «Да, я „овчарочник“. У меня были овчарки всю мою жизнь. Это реально классные сторожевые собаки». С 2009 года Кинни, наряду с менеджером Alice in Chains Сьюзан Сильвер, является совладельцем одного из самых известных клубов Сиэтла The Crocodile, где в 1990-е годы выступали Melvins, Nirvana, Pearl Jam и многие другие гранжевые группы.

Шон Кинни с подругой Ребеккой Миллер на выставке художника Джесси Хигмана. Сиэтл, 2011 год

В отличие от Лейна Стейли, чьё пристрастие к наркотикам стало широко известным во времена выпуска альбомfа Dirt, у Шона Кинни возникали проблемы с алкоголем. Во время «Тура по дерьмовым городам» в 1992 году Кинни часто напивался и прослыл «классическим разрушителем гостиничных номеров». После окончания длительного тура Стейли пытался излечиться от привязанности к героину, а Кинни — завязать с выпивкой. Их конфликт во время репетиции перед концертами с Metallica в 1994 году привёл к временному распаду группы: Кинни пытался вести здоровый образ жизни и не желал иметь дело с наркоманом в лице Стейли. «Мы ехали на полной мощности, двигались на максимальной скорости с закрытыми глазами. Мы были вместе слишком долго и теперь задыхались, будто четыре растения, которые растут в одном горшке», — рассказывал Джерри Кантрелл. После того, как Лейн Стейли бросил группу, Кинни продолжал пить. С наркотиками он завязал лишь через несколько лет после смерти Стейли, когда Alice in Chains решили воссоединиться: «Мне пришлось сделать выбор. Я не хотел быть неискренним и ненастоящим, нести наше наследие и наследие Лейна, и одновременно с этим быть упоротым. От этого не было бы лучше никому, это не принесло бы мне пользы и я не был бы этим доволен. Поэтому я сделал свой выбор. Что важнее? Музыка более важна». Помимо этого, Кинни помог справиться с наркотической зависимостью Джерри Кантреллу; гитарист публично поблагодарил его за это в 2012 году во время церемонии награждения премией Стиви Рэй Вона.
О личной жизни Шона Кинни известно немногое. В 1980-е годы он встречался с сестрой бас-гитариста Alice in Chains Майка Старра Мелиндой Старр. В 2000-е годы подругой Кинни была сиэтлская художница и бывшая модель Ребекка Миллер.

## Справочная информация

### Дискография
Alice in Chains
- 1990 — We Die Young[d 1]
- 1990 — Facelift[d 2]
- 1992 — Sap[d 3]
- 1992 — Dirt[d 4]
- 1993 — Саундтрек к фильму «Последний киногерой» («What the Hell Have I», «Little Bitter»)[d 5]
- 1994 — Jar of Flies[d 6]
- 1994 — Jar of Flies / Sap[d 7]
- 1995 — Alice in Chains[d 8]
- 1996 — MTV Unplugged[d 9]
- 1999 — Nothing Safe: Best of the Box[d 10]
- 1999 — Music Bank[d 11]
- 2000 — Live[d 12]
- 2001 — Greatest Hits[d 13]
- 2006 — The Essential Alice in Chains[d 14]
- 2009 — Black Gives Way to Blue[d 15]
- 2013 — The Devil Put Dinosaurs Here[d 16]
- 2016 — 2112 (40th Anniversary) («Tears»)[d 17]
- 2018 — Rainier Fog[d 18]

Джерри Кантрелл
- 1995 — Саундтрек к фильму «Кабельщик» («Leave Me Alone»)[d 19]
- 1996 — Twisted Willie («I’ve Seen All This World I Care To See»)[d 20]
- 1998 — Boggy Depot[d 21]

Джонни Кэш
- 1996 — Twisted Willie («Time Of The Preacher»)[d 20]

Metallica
- 1998 — Garage Inc. («Tuesday’s Gone»)[d 22]

Spys4Darwin
- 2001 — Microfish[d 23]

Mad Season и Сиэтлский симфонический оркестр
- 2015 — Sonic Evolution («All Alone»)[d 24]

### Видеография
- 1992 — «Одиночки» (в роли самого себя)[86]
- 1995 — The Nona Tapes (в роли самого себя)[87]
- 2013 — AIC 23 (Стэнли Айзен)[88]